# Дудочник в пёстром костюме
«Дудочник в пёстром костюме» (англ. The Pied Piper) — американский короткометражный мультфильм 1933 года по мотивам средневековой легенды о Гамельнском крысолове, является частью мультипликационного сериала Silly Symphonies. Мультфильм был показан 16 сентября на фестивале мультипликации в СССР.

## Сюжет
Мультфильм сохранил сюжет легенды, добавив несколько маленьких деталей:
- Крысолов, на глазах у всего города, подводит с помощью игры на флейте крыс к миражу в виде сыра, который исчез вместе с ними. В оригинале крысолов сделал это ночью и утопил крыс в реке.
- В мультфильме крысолов увёл детей из города для того, чтобы дети не брали дурной пример с родителей, и привёл их в Страну Развлечений (Joyland), где они веселились и играли, после чего вход туда закрывается. Также, когда мальчик-инвалид пришёл туда на костылях, у входа он вновь смог ходить и весело убежал. В легенде нет хэппи-энда, и неизвестно, куда дудочник увёл детей: Страна Развлечений, возможно, является аллюзией на одноимённую страну в книге «Пиноккио» (хорошо известной американским зрителям мультфильма), где беззаботно развлекавшиеся дети в конце концов превращались в ослов[источник не указан 1810 дней].